# Colostygia exceptata
Colostygia exceptata är en fjärilsart som beskrevs av Sterneck 1928. Colostygia exceptata ingår i släktet Colostygia och familjen mätare. Inga underarter finns listade i Catalogue of Life.